# Humberto Tozzi
Humberto Barbosa Tozzi (São João de Meriti, 1934. február 4. – Rio de Janeiro, 1980. április 17.), brazil válogatott labdarúgó.
A brazil válogatott tagjaként részt vett az 1952. évi nyári olimpiai játékokon és az 1954-es világbajnokságon.

## Sikerei, díjai
Lazio
- Olasz kupagyőztes (1): 1958

Palmeiras
- Taça Brasil (1): 1960

Egyéni
- A Campionato Paulista gólkirálya (2): 1953 (22 gól), 1954 (36 gól)
- Az Olasz kupa gólkirálya (1): 1958 (11 gól)